# Richard Burt

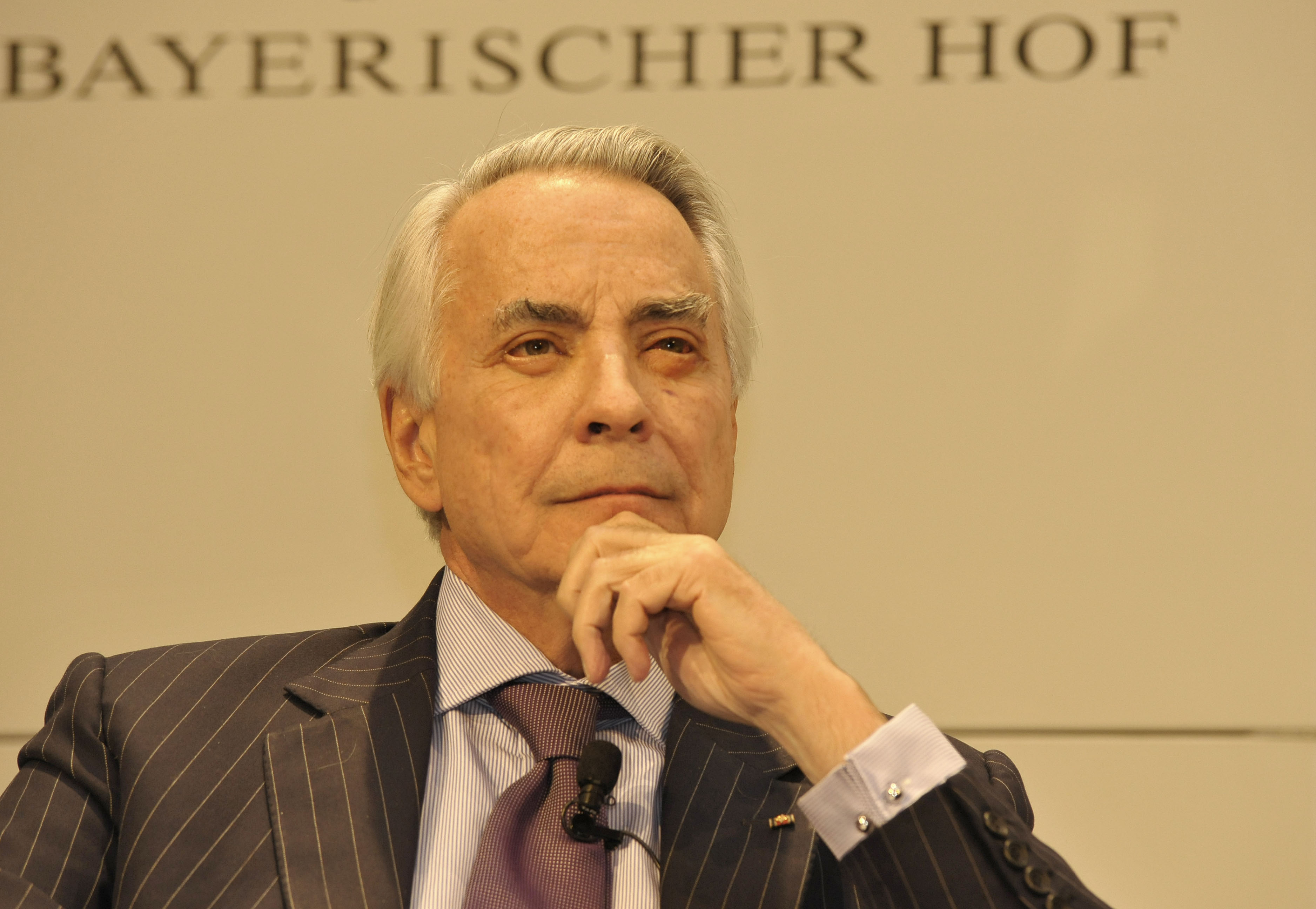
Richard Burt, 2012

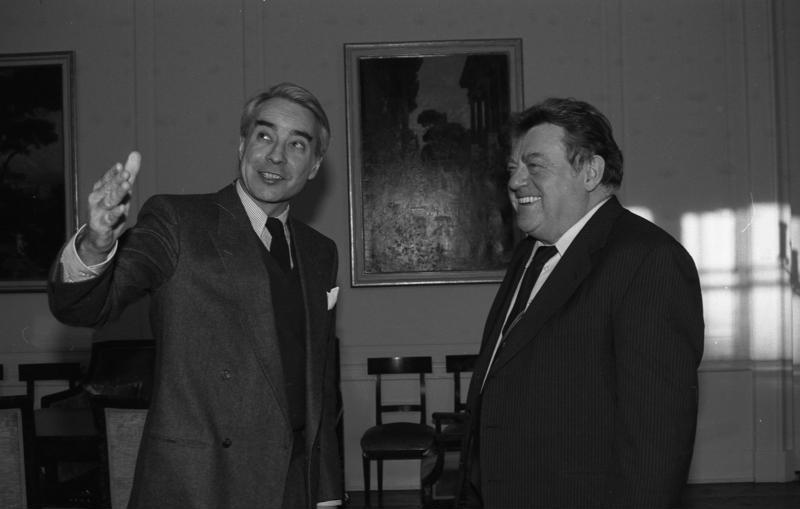
Richard Burt (links) mit Franz Josef Strauß, 1987

Richard R. Burt (* 3. Februar 1947 in Sewell, Chile) ist ein US-amerikanischer Diplomat und Lobbyist. Er war von 1985 bis 1989 Botschafter der Vereinigten Staaten in Deutschland.

## Leben
Richard Burt studierte zunächst an der Cornell University in Ithaca und machte dort 1969 seinen Bachelor-Abschluss. 1972 erwarb er den Master an der Tufts University; im selben Jahr erhielt er ein Forschungsstipendium am Naval War College. In der Folge war er bis 1977 am Londoner International Institute for Strategic Studies tätig, wo er bis zum stellvertretenden Direktor aufstieg, ehe er in den Journalismus wechselte und als Korrespondent für sicherheitspolitische Themen von der New York Times eingestellt wurde.
Nach Ronald Reagans Sieg bei der Präsidentschaftswahl 1980 trat der Republikaner Burt in Regierungsdienste. Von 1981 bis 1982 war er Unterstaatssekretär für den politisch-militärischen Themenkomplex (Director of the Bureau of Politico-Military Affairs); danach fungierte er von 1983 bis 1985 als Unterstaatssekretär für europäische und kanadische Angelegenheiten (Assistant Secretary of State for European and Canadian Affairs). Im Anschluss wurde er als Nachfolger von Arthur F. Burns zum Botschafter in Bonn ernannt, was er vom 16. September 1985 bis zum 17. Februar 1989 blieb; ihm folgte Vernon A. Walters.
Nach seiner Rückkehr in die Vereinigten Staaten wurde Burt vom neuen Präsidenten George Bush zum Chefunterhändler bei den START-Verhandlungen mit der Sowjetunion ernannt; diese Funktion übte er bis 1991 aus. Nachdem der START-Vertrag unterzeichnet war, wechselte Burt in die private Wirtschaft. Er wurde unter anderem Partner der Unternehmensberatung McKinsey & Company und Vorstandsmitglied des Agrarkonzerns Archer Daniels Midland. Außerdem ist er für das Center for Strategic and International Studies beratend tätig und US-Vorsitzender von Global Zero, einer gemeinnützigen Organisation für eine atomwaffenfreie Welt.
2014 war Burt ohne Bezahlung tätig als außenpolitischer Berater für Rand Pauls Präsidentschaftskampagne.
Im ersten Halbjahr 2016 erhielt Burts Firma 365.000 US-Dollar, um Lobbyismus zu betreiben für die New European Pipeline AG, eine Tochter von Gazprom. Ab Februar 2016 leistete er Lobbyarbeit für Nord Stream II, eine Erweiterung der Nord-Stream-Pipeline, durch die russisches Gas Westeuropa direkt, also unter Umgehung von Belarus und der Ukraine, erreichen würde. Im selben Zeitraum wurde Burt Berater für Donald Trumps Präsidentschaftskampagne. Burt soll Trump einen eher isolationistischen außenpolitischen Kurs empfohlen haben und trug zu Trumps erster großen außenpolitischen Rede bei der pro-russischen Denkfabrik Center for the National Interest bei. In dieser Rede rief Trump am 26. April 2016 dazu auf, enger mit Russland zusammenzuarbeiten. Während der Kampagne schrieb Burt auch White Papers für Trumps Berater Jeff Sessions über Außenpolitik und nationale Sicherheit. Burts gleichzeitige Tätigkeit als Kampagnenberater für Trump und als Lobbyist für Russland gerieten erstmals im Oktober 2016 in den Blickpunkt.
Im Zuge der Untersuchung möglicher Verwicklungen von Trumps Team mit russischen Stellen bei deren Eingriff in den amerikanischen Präsidentschaftswahlkampf 2016 sagte Jeff Sessions, inzwischen Justizminister im Kabinett Trump I, am 13. Juni 2017 vor dem Geheimdienstausschuss des US-Senats aus und erklärte, er „glaube“ nicht, vor der Wahl 2016 mit Russland-Lobbyisten zusammengetroffen zu sein. Dem widersprach einige Tage später Burt, indem er bekanntgeben ließ, Sessions in dieser Zeit zweimal getroffen zu haben.